# Chicago Spire
Chicago Spire (wcześniej znany jako 400 North Lake Shore Drive, Fordham Spire) – planowany 150-piętrowy wieżowiec w Chicago zaprojektowany przez hiszpańskiego architekta Santiago Calatravę.
Budowa rozpoczęła się w czerwcu 2007. Budynek planowany był do oddania na 2012 roku, lecz jego budowa została przerwana w 2008 r. po wykonaniu fundamentów.

## Porównanie
Wybrane drapacze chmur (na czerwono zaznaczono wieżowce w budowie)